# Université Estácio de Sá
L'université Estácio de Sá ou Estácio est une université brésilienne privée. Elle accueille près de 200 000 étudiants dans une cinquantaine de sites au Brésil, dont une grande majorité dans l'État de Rio de Janeiro.